# Eberhard Bauer (Unternehmer)
Eberhard Bauer (* 20. Dezember 1914; † 1984) war ein deutscher Unternehmer. Er war Inhaber der Elektro-Motoren-Fabrik Eberhard Bauer GmbH in Esslingen am Neckar (seit 2011 Bauer Gear Motor).

## Werdegang
Bauer übernahm 1936 den Betrieb seines Vaters, den er aus kleinsten Anfängen zu einem führenden Hersteller von Spezialmotoren (insbesondere Getriebe- und Trommelmotoren) entwickelte. 

## Ehrungen
1968 wurde Bauer das Verdienstkreuz 1. Klasse der Bundesrepublik Deutschland verliehen. Zudem war er Ehrensenator der 
Hochschule Esslingen.
Weiterhin sind in Bauers Heimatstadt Esslingen ein Sportstadion und eine Sporthalle nach ihm benannt. Die Straße, an der die Firma Bauer ansässig ist, heißt heute Eberhard-Bauer-Straße.